# Lituanien
Cet article concerne la langue lituanienne. Pour le peuple lituanien, voir Lituaniens. Pour le courant religieux du Judaïsme dit « lituanien », voir Mitnagdim.
 (décembre 2015).
Si vous disposez d'ouvrages ou d'articles de référence ou si vous connaissez des sites web de qualité traitant du thème abordé ici, merci de compléter l'article en donnant les références utiles à sa vérifiabilité et en les liant à la section « Notes et références ».
Le lituanien (en lituanien : lietuvių kalba) est une langue appartenant au groupe baltique oriental de la famille des langues indo-européennes, parlée par 2 800 000 personnes en 2012 en Lituanie et par environ 200 000 personnes dans le reste du monde, principalement en Russie, Lettonie et Pologne.

## Histoire

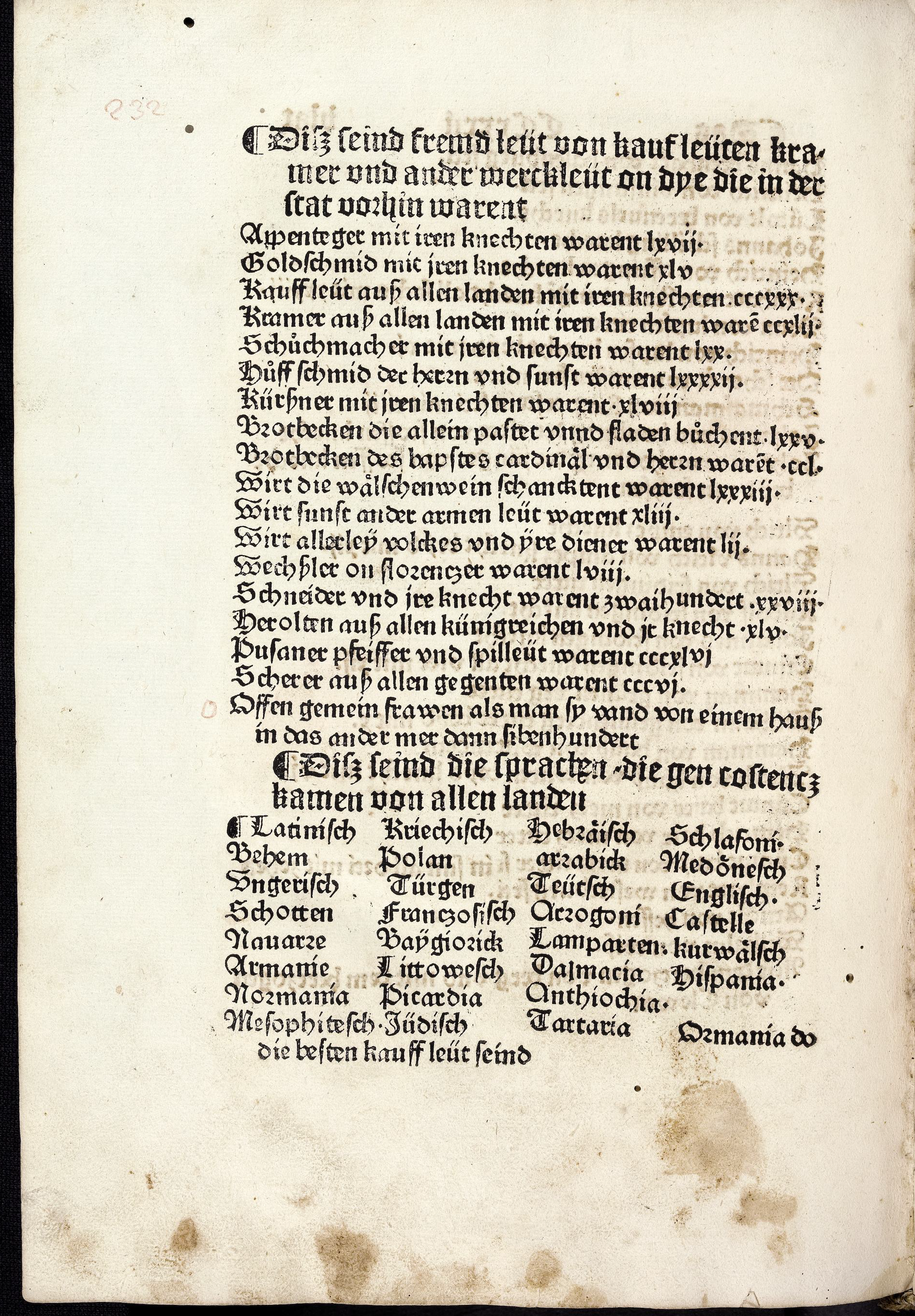
La langue lituanienne est mentionnée parmi les autres langues de Concile de Constance, 1483

À l'instar du letton, le lituanien conserve encore une grande partie du système phonétique et des particularités morphologiques de l'indo-européen. Certaines reconstructions ont montré que le letton et le lituanien sont les langues encore parlées qui se rapprochent le plus de l'indo-européen. Quelques linguistes ont spéculé que les langues proto-baltes se sont séparées des autres langues indo-européennes avant le premier millénaire av. J.-C.
Entre 400 et 600, le lituanien et le letton se sont séparés du sous-groupe occidental (prussien) des langues baltes, lequel a, par la suite, disparu. Le premier ouvrage imprimé connu en vieux prussien est un catéchisme luthérien qui remonte à 1545. On connaît des publications en vieux lituanien qui datent de 1547, mais le niveau d'alphabétisation des Lituaniens était faible au XVIe siècle et au XVIIIe siècle et les livres ne se trouvaient pas facilement.
L'alphabétisation en Lituanie s'est fortement accrue pendant le XIXe siècle, malgré les représailles par les autorités russes, qui parvinrent à leur apogée après la répression de l'insurrection polonaise de 1861-1864, quand les Russes ont interdit l'usage oral du lituanien en public et l'utilisation de l'alphabet latin pour l'écriture. De 1864 à 1904, l'alphabet cyrillique imposé se heurta à une forte résistance ; pendant toute cette période, les autorités russes ne parvinrent à imprimer que 60 livres lituaniens en cyrillique, tandis qu'un grand nombre de livres et périodiques en alphabet latin était imprimés dans la Prusse voisine et importés clandestinement (au risque de la déportation en Sibérie). Paradoxalement, c'est pendant cette période que furent posés les fondements du lituanien standard basés sur l'alphabet latin, l'autre facteur étant l'abolition du servage intervenue en 1861.
Le lituanien est devenu la langue officielle de la Lituanie à partir de 1918. Pendant la période soviétique (1940-1941, 1944-1990), on s'en servait pour les affaires officielles, tout comme le russe qui était la langue officielle de l'URSS et avait préséance sur le lituanien.

## Répartition géographique

Répartition géographique du lituanien

| Pays         | Nombre de locuteurs |
| ------------ | ------------------- |
| Lituanie     | 2 800 000 (2012)    |
| Russie       | 70 000              |
| Lettonie     | 35 000              |
| Pologne      | 30 000              |
| Espagne      | 20 000              |
| Kazakhstan   | 10 964              |
| Biélorussie  | 10 031              |
| Australie    | 10 000              |
| Estonie      | 1 601               |
| Ouzbékistan  | 1 040               |
| Tadjikistan  | 472                 |
| Kirghizistan | 430                 |
| Suède        | 310                 |
| Turkménistan | 224                 |

## Dialectes
Le lituanien comporte deux grands groupes dialectaux : celui de l'ouest, le bas-lituanien ou samogitien (žemaitique), et celui de l'est, le haut-lituanien ou aukštaitien, qui a donné naissance à la langue littéraire moderne. Les différences entre ces deux groupes de dialectes sont importantes et peuvent parfois empêcher l'intercompréhension. Les Lituaniens utilisent le russe, l'anglais, l'allemand ou le français comme langue seconde pour communiquer avec les étrangers.

## Écriture
Il s'écrit, depuis le XVIe siècle, au moyen de l'alphabet latin augmenté de signes diacritiques (ogonek, háček, point suscrit et macron). Il fait aussi usage de digrammes. Fait intéressant, le Y se place entre le I ogonek et le J.
| A | Ą | B | C | Č | D | E | Ę | Ė | F | G | H | I | Į | Y | J | K | L | M | N | O | P | R | S | Š | T | U | Ų | Ū | V | Z | Ž |
| a | ą | b | c | č | d | e | ę | ė | f | g | h | i | į | y | j | k | l | m | n | o | p | r | s | š | t | u | ų | ū | v | z | ž |

Les accents aigus et graves ainsi que le tilde peuvent servir à indiquer l'accentuation et l'intonation des mots. Cependant, on ne les retrouve guère que dans les dictionnaires ou en cas d'ambiguïté. De plus, on utilise les digrammes suivants, traités dans l'ordre alphabétique comme séquences de deux lettres distinctes.
| Ch | Dz | Dž | Ie | Uo |
| ch | dz | dž | ie | uo |

## Phonétique

### Accentuation
Le lituanien possède un accent de hauteur à deux intonations — rude et douce — mobiles. Ailleurs que dans les ouvrages didactiques, l'accent n'est pas noté dans l'écriture.

### Voyelles
Le lituanien comporte douze voyelles écrites. En plus des lettres latines standard, on utilise l'ogonek pour indiquer les voyelles longues. L'ogonek est un vestige de l'époque où ces voyelles étaient nasalisées, comme c'est le cas aujourd'hui pour le polonais.
| Majuscules | A   | Ą    | E   | Ę    | Ė    | I   | Į    | Y    | O   | U   | Ų    | Ū    |
| Minuscules | a   | ą    | e   | ę    | ė    | i   | į    | y    | o   | u   | ų    | ū    |
| API        | [a] | [aː] | [ɛ] | [ɛː] | [eː] | [i] | [iː] | [iː] | [o] | [u] | [uː] | [uː] |

### Consonnes
Le lituanien utilise vingt consonnes provenant de l'alphabet romain. De plus, le digramme ‹ ch › indique la fricative vélaire (API : [ x]) ; on peut figurer la prononciation des autres digrammes par la prononciation de leurs éléments.
| Majuscules | B   | C    | Č    | D   | F   | G   | H   | J   | K   | L   | M   | N   | P   | R   | S   | Š   | T   | V   | Z   | Ž   |
| Minuscules | b   | c    | č    | d   | f   | g   | h   | j   | k   | l   | m   | n   | p   | r   | s   | š   | t   | v   | z   | ž   |
| API        | [b] | [ts] | [tʃ] | [d] | [f] | [g] | [ɣ] | [j] | [k] | [l] | [m] | [n] | [p] | [r] | [s] | [ʃ] | [t] | [ʋ] | [z] | [ʒ] |

## Grammaire
La grammaire lituanienne est très proche de celle du letton, mais présente un caractère plus archaïque. Son accentuation est libre et mobile.
Il existe sept cas (nominatif, génitif, datif, accusatif, instrumental, locatif et vocatif) et cinq groupes de déclinaisons. Entre autres, la flexion nominale comprend le nombre duel dans les dialectes lituaniens (samogitien, aukštaitien et à l'état de reliques dans la langue standard), en plus du singulier et du pluriel, pour représenter les groupes de deux éléments.
Tous les verbes se conjuguent au temps présent, passé, passé itératif et au futur du mode indicatif, aux modes conditionnel et impératif (sans distinction des temps) et à l'infinitif. Ces formes se conjuguent à deux personnes du singulier, deux du pluriel, la troisième personne étant indifférente au nombre.

## Vocabulaire
| Mot    | Traduction | Prononciation standard | Rapport étymologique au latin |
| ------ | ---------- | ---------------------- | ----------------------------- |
| terre  | žemė       | ˈʒʲæːmʲeː              | humus                         |
| maison | namas      | ˈn̪äːmɐs̪                | domus (alternance n/d)        |
| ciel   | dangus     | d̪ɐŋˈɡʊs̪                | nimbus (alternance ng/mb)     |
| eau    | vanduo     | vɐn̪ˈd̪uə                | unda                          |
| feu    | ugnis      | ʊɡʲˈnʲɪs̪               | ignis                         |
| homme  | vyras      | ˈvʲîːrɐs̪               | vir                           |
| femme  | moteris    | ˈmôːtʲɛrʲɪs̪            | mater                         |
| manger | valgyti    | ˈvä̂ˑlʲɡʲiːtʲɪ          | algere                        |
| boire  | gerti      | ˈɡæ̂ˑrʲtʲɪ              | vorare                        |
| grand  | didelis    | ˈdʲɪdʲɛlʲɪs̪            |                               |
| petit  | mažas      | ˈmäːʒɐs̪                | magnus (inversion de sens)    |
| œil    | akis       | ɐˈkʲɪs̪                 | oculus                        |
| nuit   | naktis     | n̪ɐkʲˈtʲɪs̪              | nox                           |
| jour   | diena      | dʲiəˈn̪ɐ                | dies                          |

### Nombres
- 0 à 10 : nulis, vienas, du, trys, keturi, penki, šeši, septyni, aštuoni, devyni, dešimt.
- 11 à 20 : vienuolika, dvylika, trylika, keturiolika, penkiolika, šešiolika, septyniolika, aštuoniolika, devyniolika, dvidešimt.
- 30 : trisdešimt
- 31 : trisdešimt vienas
- 40 : keturiasdešimt
- 50 : penkiasdešimt
- 60 : šešiasdešimt
- 70 : septyniasdešimt
- 80 : aštuoniasdešimt
- 90 : devyniasdešimt
- 100 : šimtas
- 200 : du šimtai
- 300 : trys šimtai
- 1 000 : tūkstantis
- 10 000 : dešimt tūkstančių
- 100 000 : šimtas tūkstančių
- 1 000 000 : milijonas

### Mois de l'année
- janvier Sausis (de sausas, sec, sans doute en rapport avec le froid sec œuvrant à cette époque),
- février  Vasaris (de pavasaris, le printemps, donc le mois qui annonce cette saison),
- mars Kovas (de kovas, corbeau freux, fréquent à ce moment de l'année),
- avril Balandis (la colombe),
- mai Gegužė (de gegutė le coucou),
- juin Birželis (de berželis, un petit bouleau dont on utilisait les branches pour chauffer le sauna),
- juillet Liepa (le tilleul),
- août Rugpjūtis (de rugpjūtė, la moisson du seigle),
- septembre Rugsėjis (la semaison du seigle),
- octobre Spalis (de spaliai, restes de lin ou de chanvre après les moissons que l'on utilisait pour se chauffer),
- novembre Lapkritis (la chute des feuilles),
- décembre Gruodis (de gruodas, la terre, gelée)

## Notre Père
Le Notre Père en lituanien (les signes d’accentuation, inusités dans le langage quotidien, sont indiqués ici pour des raisons didactiques, voir Accentuation du lituanien).
Tė́ve Mū́sų, kurìs esì dangujè!

Teesiẽ šveñtas tàvo var̃das,

Teateiniẽ tàvo karalỹstė,

Teesiẽ tàvo valià

Kaĩp dangujè, taĩp ir̃ žẽmėje.

Kasdiẽnės mū́sų dúonos dúok mùms šiañdien

Ir̃ atléisk mùms mū́sų kaltès,

Kaĩp ir̃ mẽs atléidžiame sàvo kaltiniñkams.

Ir̃ neléisk mū́sų gùndyti,

Bèt gélbėk mùs nuõ pìkto.